# Hanno-und-Ilse-Hahn-Preis
Der Hanno-und-Ilse-Hahn-Preis ist ein Wissenschaftspreis „für hervorragende Verdienste um die italienische Kunstgeschichte“, der von der Bibliotheca Hertziana in Rom zur Förderung junger, noch nicht habilitierter Kunsthistoriker verliehen wurde. Der Preis wurde im Zeitraum 1990 bis 2017 verliehen, in der Regel alle zwei Jahre. Für die Entscheidung über die Vergabe waren die Direktoren, der Beirat und das Kuratorium der Bibliotheca Hertziana zuständig.

## Namensgeber und Stifter
Mit dem Namen des Preises wurden Hanno Hahn (1922–1960) und Ilse Hahn geb. Pletz (1920–1960) geehrt. Hanno Hahn, der Sohn des Chemikers Otto Hahn, war als Kunsthistoriker und Architekturforscher an der Bibliotheca Hertziana tätig. Seine Ehefrau Ilse arbeitete als seine Assistentin. Hanno und Ilse Hahn starben 1960 infolge eines Autounfalls auf einer Studienreise in Frankreich. 30 Jahre später stiftete ihr Sohn Dietrich Hahn den Preis.

## Dotierung und Urkunde
Der Hanno-und-Ilse-Hahn-Preis war mit 5000 DM (5 Millionen Lire), seit 2002 mit 2500 Euro dotiert. Die in Leder gebundene und mit Goldintarsien versehenene Urkunde des Preises zeigt das als Fresko gestaltete Wappen des römischen Malerfürsten Federico Zuccari (1540–1609). Er erbaute den Palazzo Zuccari, in dem die Bibliotheca Hertziana seit 1913 residiert.

## Preisträger
- 1990: Ingo Herklotz (Konstanz),[1] „für hervorragende Verdienste um die italienische Kunstgeschichte, insbesondere das Mittelalter“.
- 1992: Arnold Nesselrath (London/Rom),[1] „für hervorragende Verdienste um die italienische Kunstgeschichte, insbesondere das Nachleben der Antike in der Renaissance“.
- 1994: Gerhard Wolf (Rom),[2] „für hervorragende Verdienste um die italienische Kunstgeschichte, insbesondere die Geschichte römischer Kultbilder im Mittelalter“.
- 1996: Sible Lambertus de Blaauw (Leiden/Rom),[3] „für hervorragende Verdienste um die italienische Kunstgeschichte, insbesondere das Mittelalter und die frühchristliche Archäologie“.
- 1998: Sebastian Schütze (Münster),[4] „für hervorragende Verdienste um die italienische Kunstgeschichte, insbesondere die Erforschung der Kunst Roms im 17. Jahrhundert“.
- 2000: Fabrizio Mancinelli (Rom, postum),[1] „für hervorragende Verdienste um die italienische Kunstgeschichte, insbesondere die Restaurierung von Michelangelos Fresken in der Sixtinischen Kapelle“.
- 2003: Ulrich Pfisterer (Hamburg),[5] „für hervorragende Verdienste um die italienische Kunstgeschichte, insbesondere die Erforschung des Stilbewußtseins im 15. Jahrhundert“.
- 2004: David Ezra Knipp (Freiburg),[6] „für hervorragende Verdienste um die italienische Kunstgeschichte, insbesondere die Kunst des frühen Christentums, der Stadt Rom im Frühmittelalter und des normannischen Siziliens“.
- 2006: Francesca dell’Acqua (Salerno),[7] „für hervorragende Verdienste um die italienische Kunstgeschichte, insbesondere die Erforschung der farbigen Glasfenster von der Spätantike bis zum hohen Mittelalter“.
- 2008: Vitale Zanchettin (Venedig),[1] „für hervorragende Verdienste um die italienische Kunstgeschichte, insbesondere die Erforschung der Architektur und Urbanistik der Hochrenaissance“.
- 2010: Cristina Ruggero (Rom),[8] „für hervorragende Verdienste um die italienische Kunstgeschichte, insbesondere die Erforschung der Skulptur- und Zeichnungskunst des 17. und 18. Jahrhunderts“.
- 2011: Susanne Kubersky-Piredda (Rom),[9] „für hervorragende Verdienste um die italienische Kunstgeschichte, insbesondere für ihre Forschungen zum künstlerischen Austausch zwischen Italien und Spanien und ihre Konzeption des Forschungsprojekts: Roma communis patria – Die Nationalkirchen in Rom zwischen Mittelalter und Neuzeit“.
- 2014: Stefan Albl (Wien),[10] „für hervorragende Verdienste um die italienische Kunstgeschichte, insbesondere die Malerei des 17. Jahrhunderts und ihre sogenannten Dissidenten wie Pietro Testa“.
- 2017: Michele Bacci (Fribourg),[11][12] „für hervorragende Verdienste um die italienische Kunstgeschichte, insbesondere für bedeutende Studien zur transkulturellen Kunstgeschichte des Mittelmeerraums in Mittelalter und Früher Neuzeit in sozialwissenschaftlicher und bildtheologischer Perspektive“.

## Eine lateinische Laudatio
Anlässlich der ersten Verleihung des Preises an Ingo Herklotz im April 1990 hielt Richard Krautheimer, der bis zu seinem Tode im Palazzo Zuccari wohnte, eine klassische Laudatio in lateinischer Sprache: